# نبرد انی‌وتک

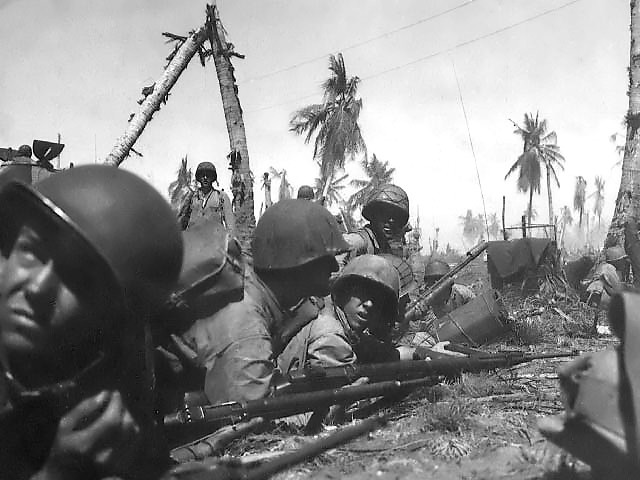
تفنگ‌داران دریایی آمادهٔ حمله می‌شوند.

نبرد انی‌وتک نبردی بود در جنگ اقیانوس آرام در جنگ جهانی دوم که از ۱۷ تا ۲۳ فوریهٔ ۱۹۴۴ میلادی در انی‌وتک در جزایر مارشال میان ایالات متحده آمریکا و امپراتوری ژاپن درگرفت و به پیروزی آمریکایی‌ها انجامید.
پس از این نبرد انی‌وتک به صورت پایگاهی برای حمله‌های آیندهٔ آمریکایی‌ها به مواضع ژاپن بدل‌شد.